# Ferrari 599 GTB Fiorano
Ferrari 599 GTB Fiorano (interní kód F139) je sportovní, GT automobil, který byl představen 28. února 2006 na autosalonu v Ženevě. Nahradil Ferrari 575M Maranello. Karoserie je z dílny Pininfarina pod vedením Franka Stephensona. Název je odvozen od objemu motoru (5 999 cm3), GTB znamená gran turismo berlinetta a Fiorano podle okruhu, který Ferrari používá jako testovací.

## Technické specifikace

### Motor
Tipo F133F V12 je dvanáctiválcový, zážehový motor uložený vpředu podélně o objemu 6 litrů se čtyřmi ventily na válec (celkem 48).
- Objem: 5 999 cm3
- Počet válců: 12 do V
- Max. výkon: 456 kW (620 k) při 7 600 ot/min
- Max. točivý moment: 608 Nm při 5 600 ot/min
- Vrtání × zdvih: 92 × 75,2 mm

### Jízdní vlastnosti
- Max. rychlost: přes 330 km/h
- Zrychlení z 0 na 100 km/h: 3,7 s
- Zrychlení z 0 na 200 km/h: 11,0 s

### Rozměry
- Délka: 4 665 mm
- Šířka: 1 962 mm
- Výška: 1 336 mm
- Rozvor: 2 750 mm
- Rozchod vpředu: 1 690 mm
- Rozchod vzadu: 1 618 mm
- Celková hmotnost: 1 580 kg
- Pohotovostní hmotnost: 1 690 kg

### Převodovka
Používají se 2 typy převodovek: šestistupňová manuální a šestistupňová sekvenční F1 s pádly pod volantem. Aktivní diferenciál z F430 zde není, ale obsahuje koncepci Manettino, která spatřila světlo světa ve Ferrari F430. 599 GTB Fiorano je první osobní Ferrari, které má nový systém kontroly trakce nazvaný F1-Trac, který pomáhal vyvíjet Michael Schumacher.

### Spotřeba paliva
- Město: 21 l / 100 km
- Dálnice: 16 l / 100 km
- Kombinovaná: 21,3 l / 100 km

## 599XX
Ferrari 599 XX je upravená okruhová verze Ferrari 599 GTB Fiorano. Má odlehčený motor, sportovnější design, výkon 537 kW (700 hp), točivý moment 686 Nm, mohutné křídlo na víku kufru a malá křidélka na bocích zadních sloupků, systém, který dovoluje přeřazení za pouhých 60 ms, systém, který informuje řidiče o stavu jednotlivých komponent vozu prostřednictvím displeje a adaptivní podvozek SCM. Přítlak je 280 kg při rychlosti 200 km/h a 630 kg při rychlosti 300 km/h.

## 599 GTO
8. dubna Ferrari oznámila oficiální detaily verze 599 GTO. Automobil je silniční verzí 599XX a automobilka tvrdí, že je to jejich nejrychlejší silniční vůz, který dokázal ujet kolo na trati Fiorano za 1 minutu a 24 sekund, je o jednu sekundu rychlejší než Enzo. Jeho motor produkuje 493 kW (670 k) při 8 250 ot/min a točivý moment 620 Nm při 6 500 ot/min. Auto dokáže zrychlit z 0 na 100 km/h pod 3,35 s, z 0 na 200 km/h za 9,8 s a je schopné jet rychlostí přes 335 km/h. 599 GTO váží o 100 kg méně než verze GTB. Výroba je omezená na 599 kusů.
Ferrari dala jen dvěma dalším modelům označení GTO: 250 GTO z roku 1962 a 288 GTO z roku 1984. Na rozdíl od předchozích GTO verze 599 GTO nebyla navržena pro homologaci v žádném závodě.

## SA APERTA
Na pařížském autosalonu byl představen 599 GTO ve verzi kabriolet s názvem SA APERTA k oslavě 80 let karosárny Pininfarina. Výroba je limitována na 80 kusů. Vůz zrychlí z 0 na 100 km/h za 3,6 s a rozjede se až na 325 km/h.